# 伊恩·布热津斯基
伊恩·约瑟夫·布热津斯基 （英語：Ian Joseph Brzezinski, 1963年12月23日—）是一位美国外交政策和军事时事专家。

## 生平
1986年毕业于威廉姆斯学院，之后一年担任美国国家安全委员会信息数据分析师。1991年至1993年，他担任国防部政策规划人员并在1991年至1992年期间同时兼任海军分析中心的顾问。
1993年至1994年担任乌克兰政府志愿顾问，协助乌克兰国家安全与国防事务委员会外交、国防和议会。1995年返美担任参议员小威廉·罗斯国家安全事务立法助理。2000年担任美国参议院外交委员会高级成员。
2001年至2005年担任乔治·W·布什任期的美国国防部欧洲和北约事务副助理部長。
离开国防部之后，加入咨询公司博思艾伦汉密尔顿控股公司，为美国战斗人员和外国客户提供政策和技术咨询。五年工作后离开该公司，目前主持着布热津斯基集团，也有着相类似的咨询业务。
他是大西洋理事会策略顾问集团成员，2010年被任命为理事会布伦特·斯科克罗夫特国际安全中心的高级研究员。
布泽津斯基经常在外交政策问题上对美国新闻界做出贡献。

## 家族
伊恩·布热津斯基父亲是外交专家兹比格涅夫·布热津斯基，母亲是埃米莉·贝奈斯·布热津斯基，其中一个兄弟是律师兼外交专家马克·布热津斯基，妹妹是电视台主播和记者米卡·布热津斯基。堂弟是作家马修·布热津斯基。
他的妻子是金妮·弗林 - 布热津斯基，儿子是威廉·兹比格涅夫·布热津斯基，出生于1999年。